# Prealpi ad est della Mura
Le Prealpi ad est della Mura (in tedesco: Randgebirge östlich der Mur) sono un gruppo di Prealpi che costituiscono l'estremità orientale delle Alpi Centro-orientali e si estendono a est del fiume Mura.
In particolare la classificazione dell'AVE individua queste prealpi come un gruppo alpino (gruppo 47). Corrispondono di fatto alle Prealpi centro-orientali di Stiria della classificazione SOIUSA (settore di sezione 20.B).

## Collocazione
Si trovano in Austria (Stiria e Bassa Austria), con una piccola propaggine in Ungheria (regione Transdanubio Occidentale).
Confinano:
- a nord con le Alpi Nord-orientali di Stiria (nelle Alpi Settentrionali di Stiria), separate dal Semmering Sattel;
- a sud e a est si stemperano nella Pianura Pannonica;
- a ovest con le Prealpi nord-occidentali di Stiria (nella stessa sezione alpina), separate dal corso del fiume Mura.

## Classificazione

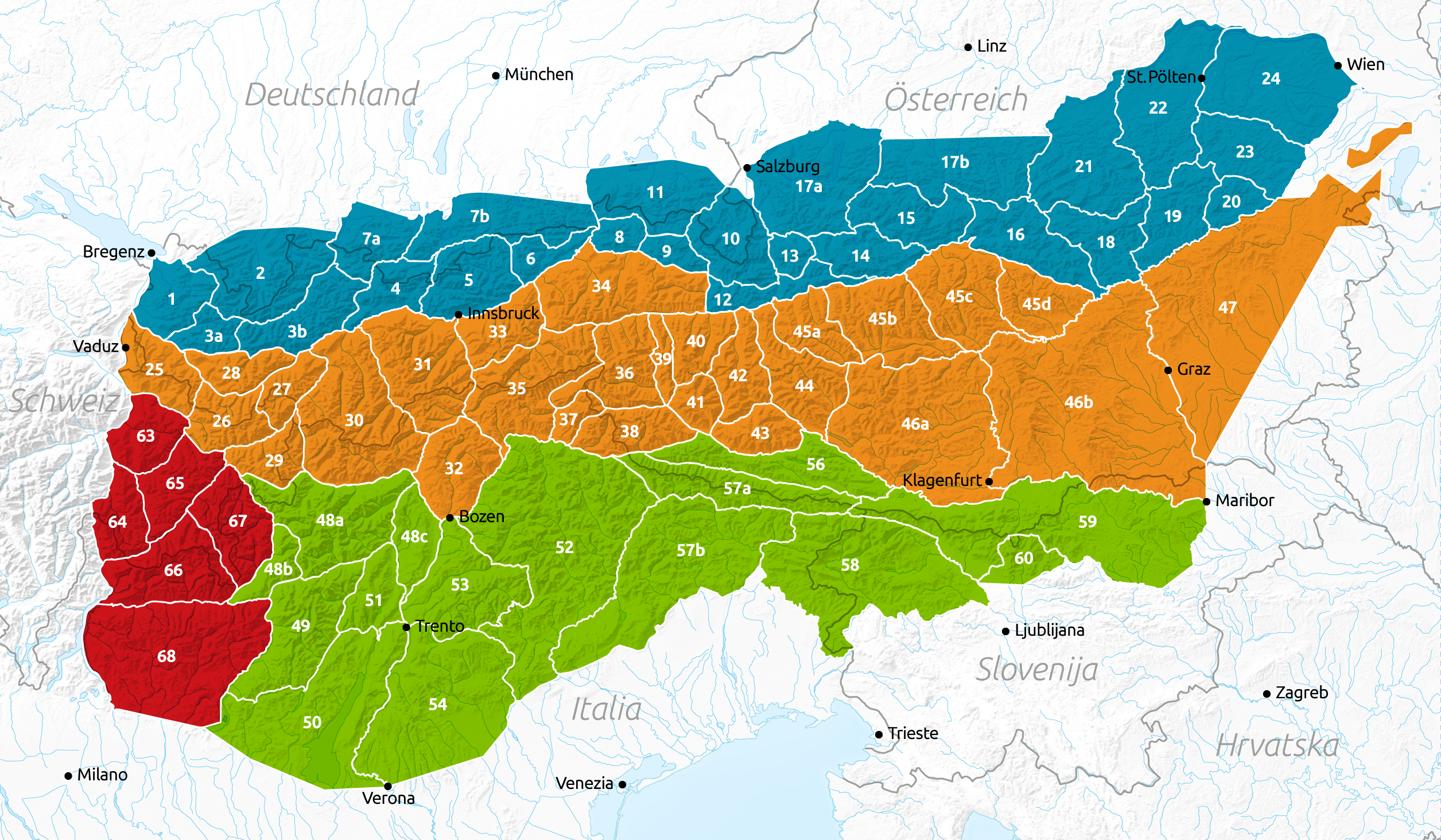
Le Prealpi ad est della Mura secondo l'AVE sono individuate dal gruppo numero 47.

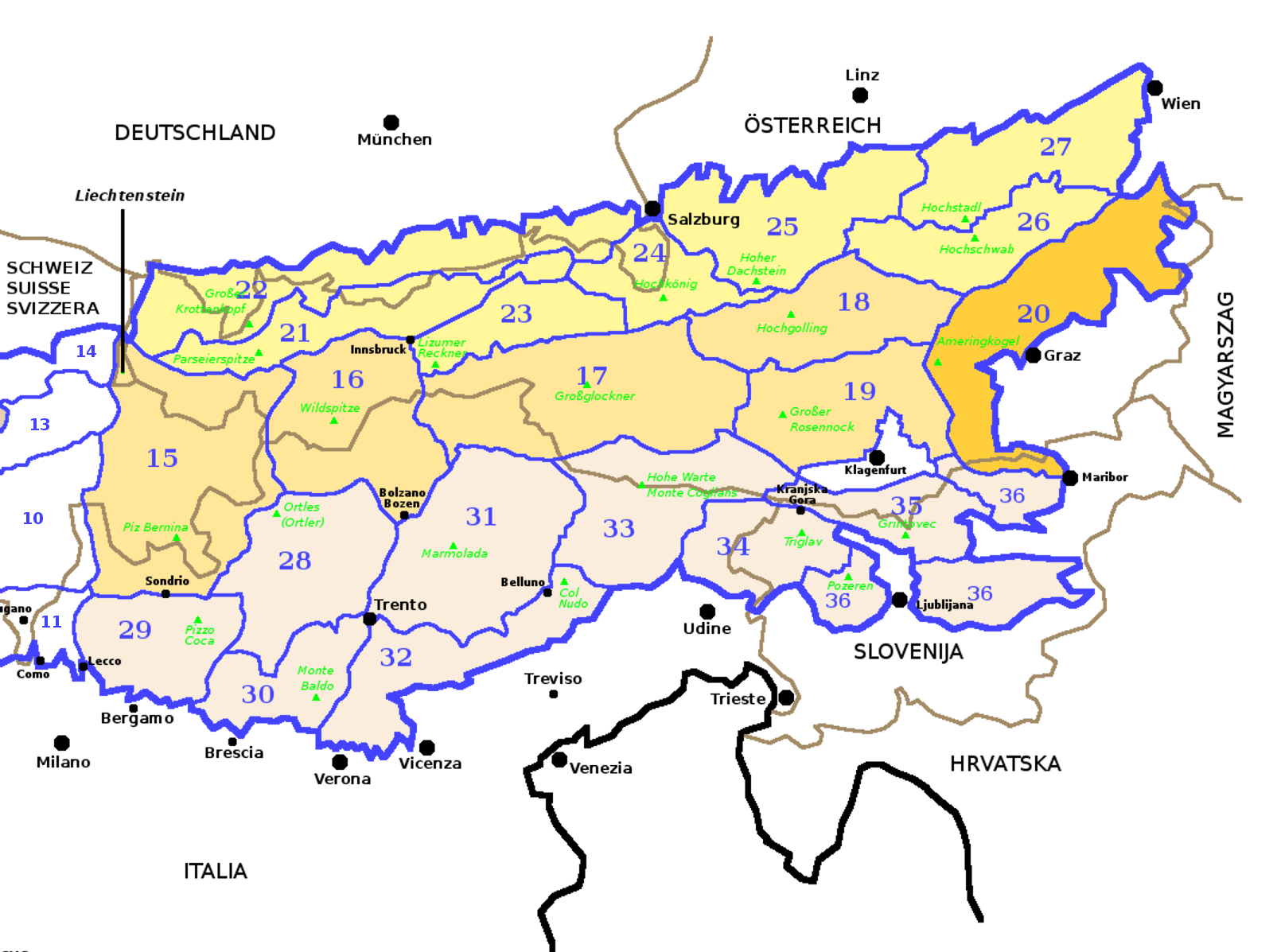
Le Prealpi centro-orientali di Stiria secondo la SOIUSA sono la parte più orientale della sezione numero 20.

L'AVE vede le Prealpi ad est della Mura come il gruppo n. 47 di 75 nelle Alpi Orientali.
La SOIUSA ingloba questo gruppo nelle Prealpi di Stiria. In tal modo esse coincidono abbastanza con le Prealpi centrali di Stiria e le Prealpi orientali di Stiria.

## Suddivisione
Secondo la SOIUSA si suddividono in due sottosezioni e sei supergruppi:
- Prealpi centrali di Stiria
  - Alpi di Fischbach (Fischbacher Alpen)
  - Monti orientali di Graz (Östliches Grazer Bergland)

- Prealpi orientali di Stiria
  - Catena Wechsel-Joglland
  - Bucklige Welt
  - Monti di Bernstein e di Kőszeg/Güns (Bernsteiner Gebirge e Günser Gebirge/Kőszegi-hegység)
  - Monti di Rosalien e di Sopron/Ödenburg (Rosaliengebirge e Ödenburger Gebirge/Soproni-hegység)